# V341 Большой Медведицы
V341 Большой Медведицы (лат. V341 Ursae Majoris) — одиночная переменная звезда в созвездии Большой Медведицы на расстоянии приблизительно 10576 световых лет (около 3243 парсеков) от Солнца. Видимая звёздная величина звезды — от +14,2m до +13,18m.

## Характеристики
V341 Большой Медведицы — пульсирующая переменная звезда типа RR Лиры (RRAB).